# Guillermo Pallomari
Guillermo Alejandro Pallomari González (María Elena; 1 de octubre de 1949), alias «Reagan», es un contador chileno que representó un papel clave en el escándalo de financiamiento de la campaña presidencial de 1994 en Colombia. Actualmente se encuentra acogido al programa de Protección de Testigos en Estados Unidos.

## Biografía
Nació en la comuna chilena de María Elena, Antofagasta.
Guillermo Pallomari se convirtió en jefe administrativo y principal contador de Miguel Rodríguez Orejuela.
Pallomari fue capturado por el Bloque de búsqueda el 8 de julio de 1994 en su oficina de Cali, siendo el primer golpe contundente dado al Cartel de Cali. Aceptó haber trabajado con el Cartel de Cali desde 1990 hasta 1994 como contador y brindó información importante para esclarecer los recursos de la campaña de Ernesto Samper. Desde entonces se encuentra en el programa de Protección de Testigos en Estados Unidos.

## En la cultura popular
- En la serie En la boca del lobo es interpretado por Cristóbal Errázuriz con el nombre de Guillermo Palomino.
- En la tercera temporada de la serie Narcos (Netflix, 2017) Pallomari ha sido interpretado por el actor español Javier Cámara.[4]